# Igor Dobrovolski
Igor Ivanovitsj Dobrovolski (Russisch: Игорь Иванович Добровольский, Oekraïens: Ігор Іванович Добровольський) (Oblast Odessa, 27 augustus 1967) is een Russisch voormalig profvoetballer en huidig voetbaltrainer die speelde als middenvelder of als buitenspeler. Dobrovolski gold rond 1990 als een van de grootste talenten ter wereld, toen hij met de Sovjet-Unie uitkwam op het WK 1990 in Italië. Dobrovolski werd geboren in de Oekraïense Socialistische Sovjetrepubliek, maar nam na de val van de Sovjet-Unie het Russische staatsburgerschap aan. Tevens bezit Dobrovolski de Moldavische nationaliteit.

## Clubcarrière
Dobrovolski begon zijn loopbaan als voetballer in de Moldavische Socialistische Sovjetrepubliek, dat in 1984 nog behoorde tot de Sovjet-Unie. Dat jaar ging hij namelijk van start bij de club Nistru Chisinau, waar hij meteen opviel met dertien doelpunten uit zevenentwintig competitiewedstrijden (Sovjet Top Liga). In 1986 werd hij aangetrokken door Dinamo Moskou, waar hij in 1990 werd verkozen tot beste speler van de competitie van de Sovjet-Unie. Dobrovolski verhuisde in 1990 naar Spanje en dan wel naar Castellón. In het seizoen 1991/92 speelde hij in Zwitserland voor Servette. Daar scoorde hij vijftien keer uit drieëntwintig wedstrijden. In juni 1992 vertrok Dobrovolski naar het Italiaanse Genoa, waar hij slechts vier competitiewedstrijden speelde en een keer scoorde. Olympique Marseille haalde hem in januari 1993 naar het Stade Vélodrome. Bij de Fransen speelde hij maar acht wedstrijden, waarin hij een doelpunt maakte. Desondanks won hij met de Franse topclub de eerste editie van de UEFA Champions League tegen het Italiaanse AC Milan, namelijk de jaargang 1992/93. De Belg Raymond Goethals was zijn trainer bij Olympique Marseille.
Na amper een jaar verliet de Russische middenvelder Olympique Marseille en keerde hij terug naar Rusland, naar zijn oude club Dinamo Moskou. In 1994 zette Dobrovolski de volgende stap uit zijn carrière met een overgang naar Atlético Madrid, uitkomend in de Primera División. Hij scoorde slechts een keer uit negentien competitiewedstrijden voor de Madrilenen. In 1995 verruilde hij Atlético Madrid voor het Duitse Fortuna Düsseldorf en bleef drie jaar in Duitsland (veertien doelpunten). In 1999 hing hij de schoenen een eerste maal aan de wilgen, maar vijf jaar later keerde hij terug. Dobrovolski speelde voor het Moldavische Tiligul Tiraspol van 2004 tot 2006. Hij was bij deze club in functie als speler-trainer om zich voor te bereiden op zijn carrière als hoofdtrainer.

## Interlandcarrière
Dobrovolski ontpopte zich als profvoetballer op de Olympische Zomerspelen van 1988 in Seoel. Hij maakte op het olympische voetbaltoernooi zes doelpunten, alleen de Braziliaan Romário deed beter met zeven. Brazilië verloor de finale wel van Dobrovolski en de Sovjet-Unie. Dobrovolski scoorde ook in de finale een doelpunt.
Dobrovolski was ook de vedette van de Sovjet-Unie op het wereldkampioenschap voetbal 1990 in Italië. Echter verloor hij met zijn ploeggenoten van Roemenië en Argentinië, telkens met 0–2. De laatste groepswedstrijd, tegen Kameroen, werd met 4–0 gewonnen. In de 63e minuut legde Dobrovolski de eindstand vast. 
Hij staat daarnaast te boek als de enige speler die heeft gescoord voor het voetbalelftal van Gemenebest van Onafhankelijke Staten op een groot landentoernooi. Dat deed hij uit een strafschop op het EK 1992 tegen Duitsland, die eindigde in een 1–1 gelijkspel. Het landenelftal, afgekort als GOS, was een tijdelijkheid na de ontbinding van de Sovjet-Unie in 1991. Dobrovolski's doelpunt voor het GOS mag daardoor uniek genoemd worden. Dat het ook zijn enige GOS-doelpunt was maakte de statistiek nog meer saillant. 
Vier jaar later was Dobrovolski opnieuw van de partij op het EK 1996 in Engeland, ditmaal met het nieuwe Russisch voetbalelftal. Rusland deelde groep C met het uiteindelijk als tweede geëindigd Tsjechië, toernooiwinnaar Duitsland en Italië. De Russische ploeg verloor twee wedstrijden en speelde 3–3 gelijk tegen Tsjechië. Dobrovolski mocht alleen in de wedstrijd tegen Italië meedoen. Na eenenzeventig minuten viel hij in voor Ilya Tsymbalar. Rusland ging met 2–1 onderuit door twee doelpunten van de Italiaanse aanvaller Pierluigi Casiraghi.

## Erelijst
| Competitie                              |                     |                     |                     |                     |
| Competitie                              | Aantal              | Jaren               |                     |                     |
| Olympique Marseille                     | Olympique Marseille | Olympique Marseille | Olympique Marseille | Olympique Marseille |
| --------------------------------------- | ------------------- | ------------------- | ------------------- | ------------------- |
| UEFA Champions League                   | 1x                  | 1992/93             |                     |                     |
| Division 1                              | 1x                  | 1991/92             |                     |                     |
| Sovjet-Unie                             |                     |                     |                     |                     |
| Olympische Zomerspelen                  | 1x                  | 1988                |                     |                     |
| Sovjet-Unie onder 21                    |                     |                     |                     |                     |
| Europees kampioenschap voetbal onder 21 | 1x                  | 1990                |                     |                     |